# Heimsen

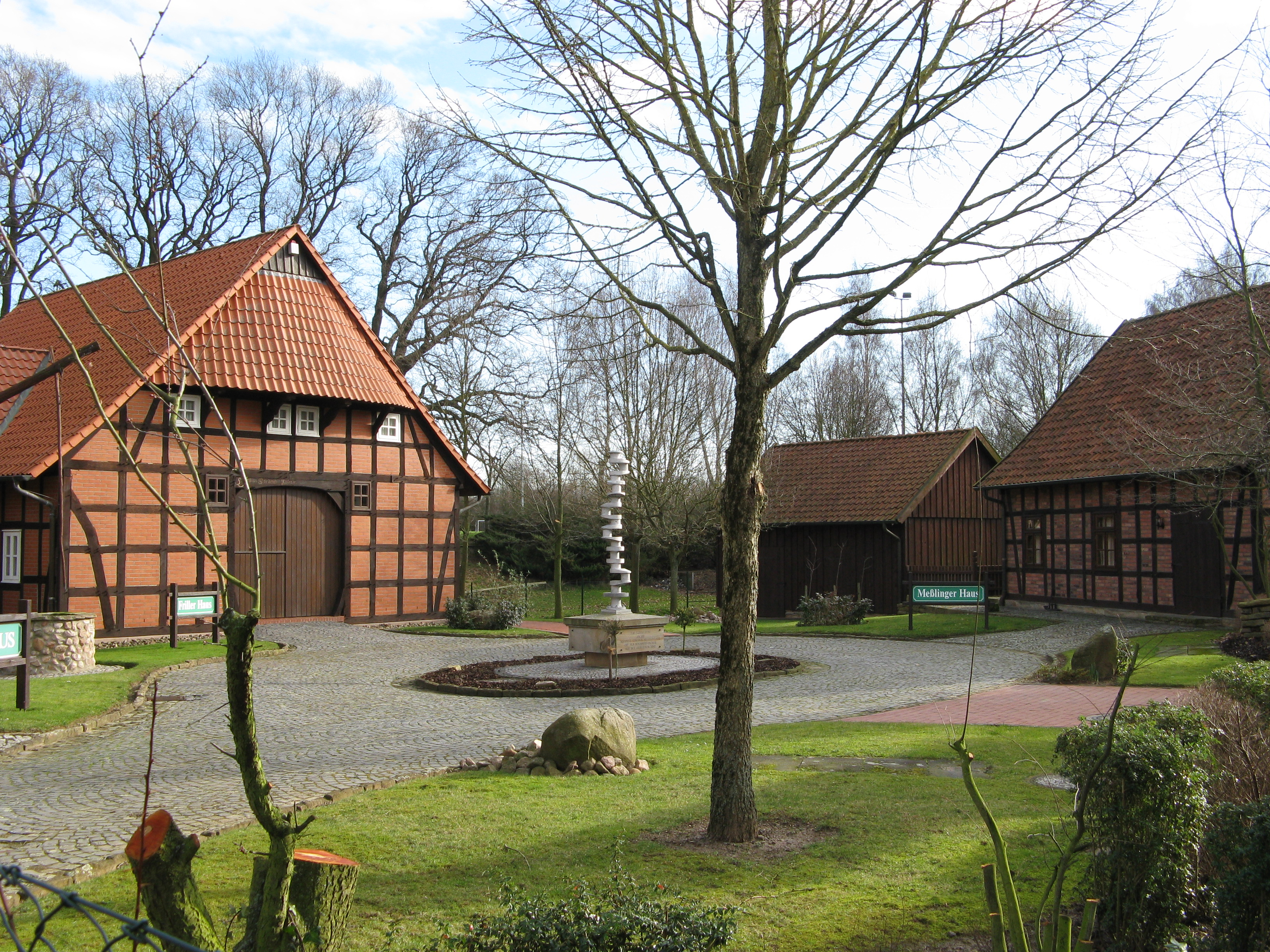
Heringsfängermuseum Heimsen

Heimsen ist ein Ortsteil von Petershagen im Kreis Minden-Lübbecke in Ostwestfalen.

## Geographie
Er liegt nordöstlich der Kernstadt; im Osten grenzt Heimsen an die Stadt Rehburg-Loccum im Landkreis Nienburg und an den Ortsteil Wasserstraße, im Norden an die Weser (gegenüber liegt der Ortsteil Schlüsselburg), im Westen an den Landkreis Nienburg in Niedersachsen und den Ortsteil Ilvese sowie im Süden an den Ortsteil Seelenfeld.

## Geschichte
Zahlreiche verarmte Bewohner der Region wanderten seit Ende des 17. Jahrhunderts nach Amerika aus oder waren als Saisonarbeiter in den Niederlanden oder auf Wal- und Heringsfängern tätig. Sie lebten bis zu sieben Monaten im Jahr auf den Schiffen. Seit 1895 war die Bremen-Vegesacker Fischerei-Gesellschaft ein wichtiger Arbeitgeber.
Heimsen gehörte bis zur Franzosenzeit zum Amt Schlüsselburg des Fürstentums Minden. Der Ort gehörte von 1807 bis 1813 zum Kanton Windheim des napoleonischen Satellitenstaats Königreich Westphalen und kam 1816 zum neuen Kreis Minden. Bis 1972 war Heimsen eine Gemeinde im Amt Windheim des Kreises. Bevor die Gemeinde bei der kommunalen Neugliederung am 1. Januar 1973 Teil der Stadt Petershagen wurde, hatte sie eine Fläche von rund 10,57 km² sowie 659 Einwohner (31. Dezember 1972).

## Politik
Die Bevölkerung von Heimsen wird gegenüber Rat und Verwaltung der Stadt Petershagen seit 1973 durch einen Ortsbürgermeister vertreten, der aufgrund des Wahlergebnisses vom Rat der Stadt Petershagen gewählt wird.

## Kultur und Sehenswürdigkeiten
- Das Heringsfängermuseum besteht aus vier Gebäuden. Hier werden die kulturellen, sozialen und wirtschaftlichen Beziehungen der seit dem Ende des 18. Jahrhunderts aus dieser Region rekrutierten Heringsfänger zu ihrer Heimat vorgestellt.[4]
- Heimsen ist mit seinem Wallholländer ein Standort der Westfälischen Mühlenstraße und ein Ziel der Mühlenroute. 1873 wurde die Windmühle als Nachfolger einer Schiffmühle und einer Bockwindmühle gebaut. Der Mühlenturm wurde aus gemauerten und verputzten Backsteinen auf einem Bruchsteinsockel errichtet.
- Das Gut Neuhof ist eine ehemalige Gutsanlage mit einem Herrenhaus. Es ist Privateigentum. Die Anlage ist eingeschränkt öffentlich zugänglich und wird als eine vollstationäre Wohneinrichtung im Rahmen der Eingliederungshilfe genutzt.
- Die Heimser Kirche wurde Anfang des 12. Jahrhunderts erbaut. Der Kirchturm wurde im Jahre 1205 errichtet. Während drei Seiten des Turms frei errichtet wurden, wurde die vierte Seite auf die Westwand der Kirche aufgesetzt.

Am Haupteingang befindet sich ein Bogenfeld über der Tür aus der Erbauungszeit der Kirche. Die ursprüngliche Innendecke bestand aus einfachen Hölzern. Das um 1510 eingezogene spätgotische Kreuzgratgewölbe erwies sich als zu schwer. Um ein Auseinanderbrechen der Kirche zu verhindern, mussten Außenstützpfeiler angebracht werden.
Im Dreißigjährigen Krieg wurde die Kirche schwer verwüstet. Das Gestühl wurde verbrannt. Die 1664 neu entstandenen Kirchbänke sind noch heute im Gebrauch.

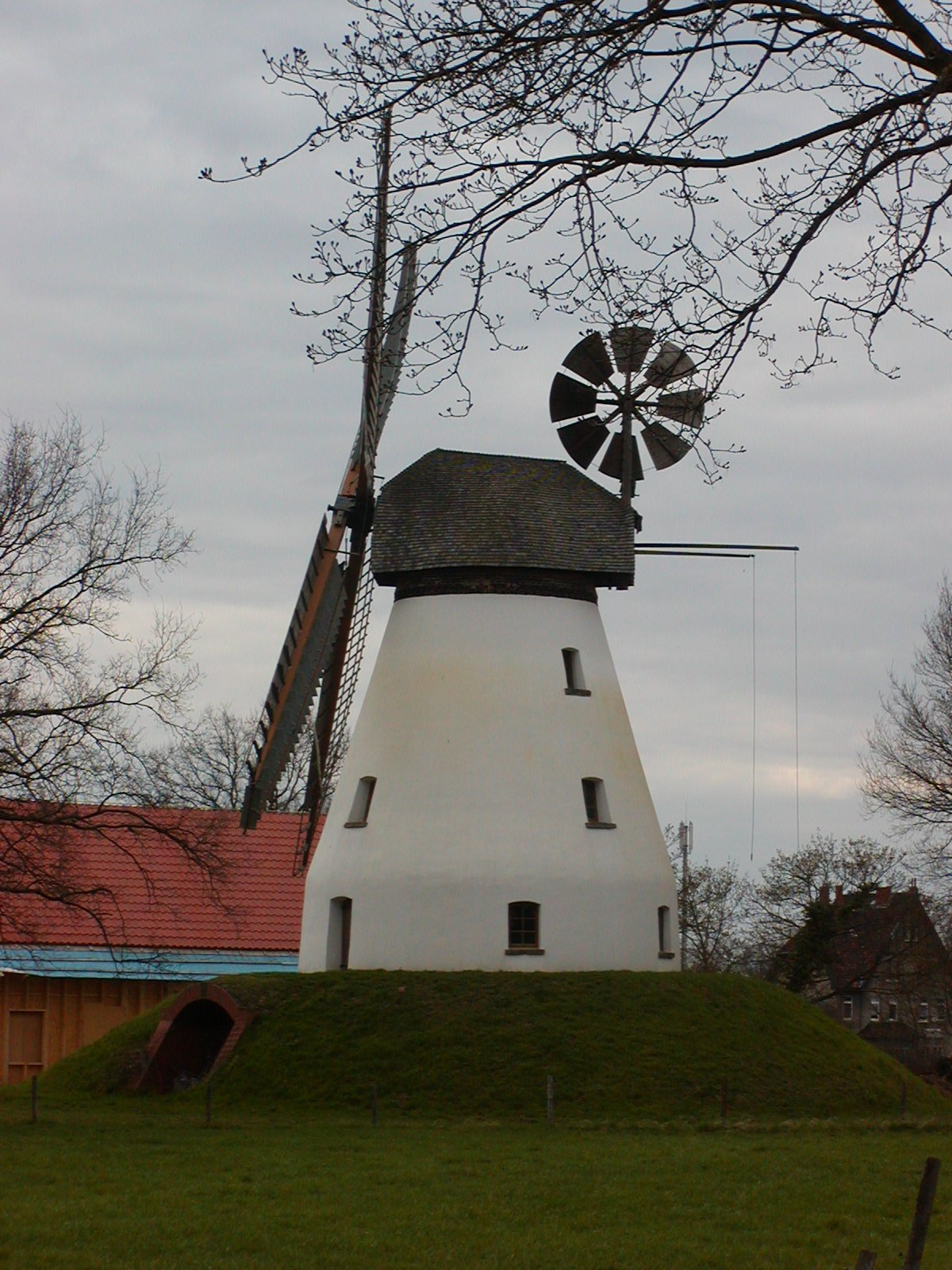
Windmühle Heimsen
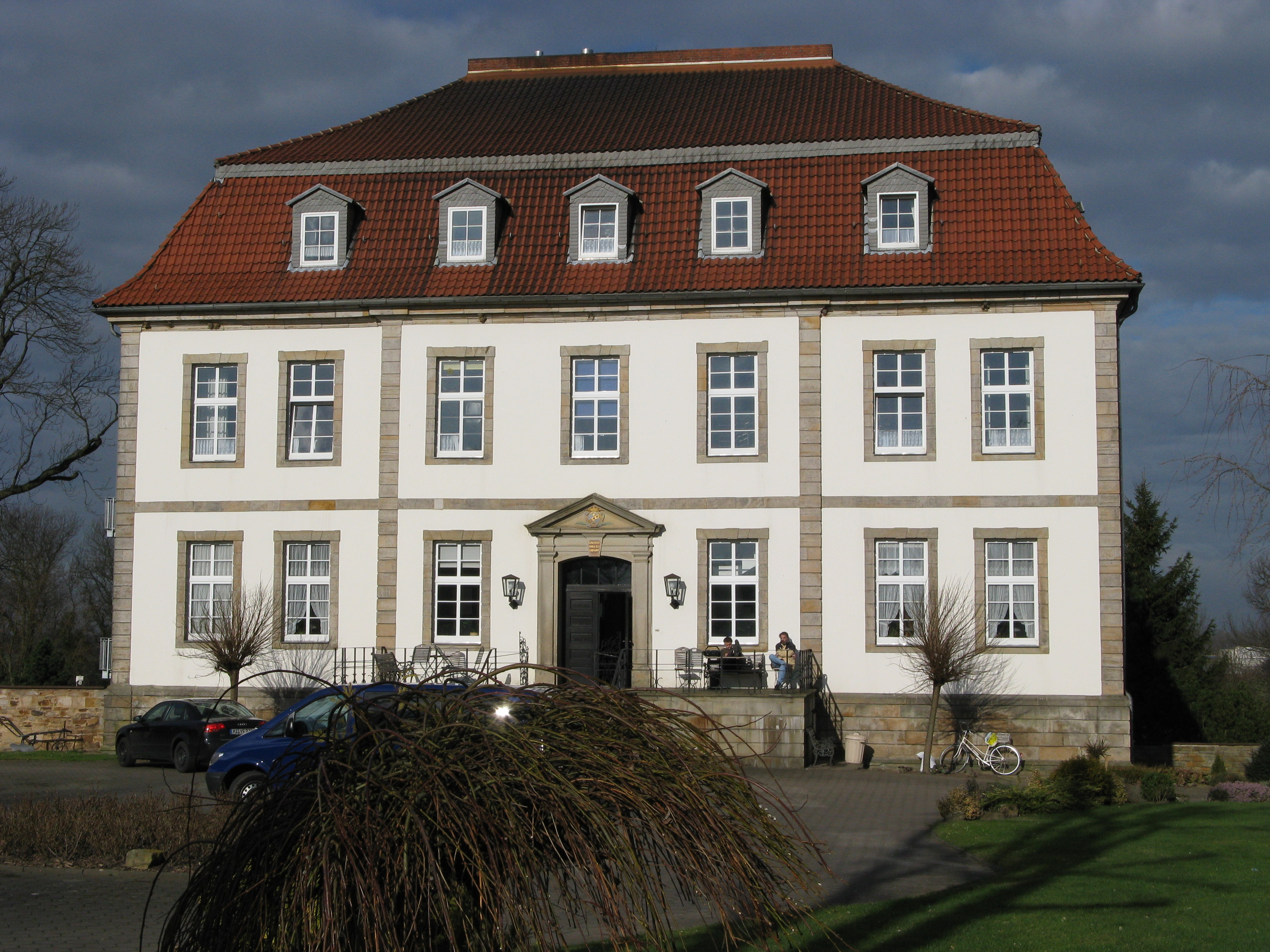
Gut Neuhof
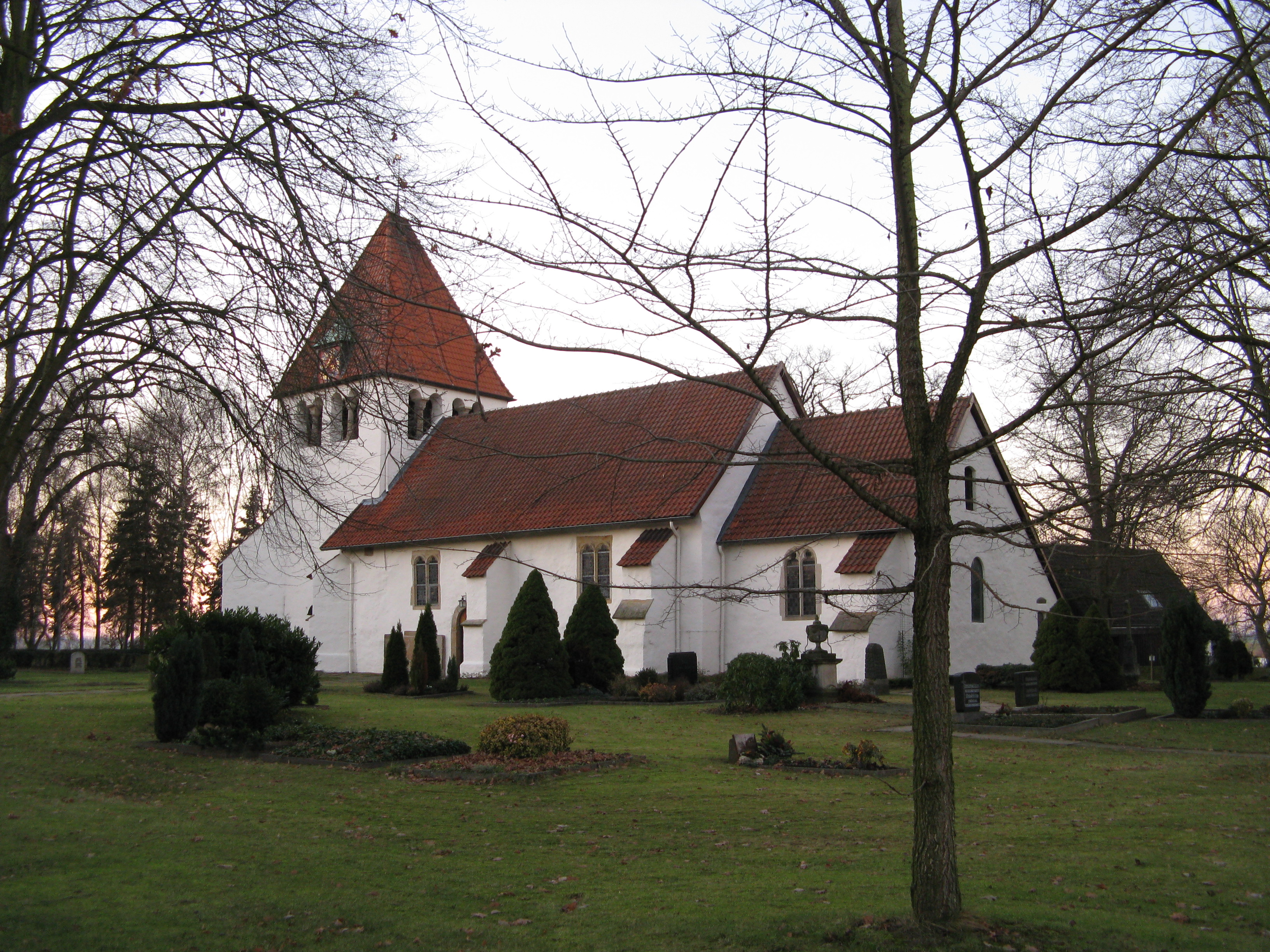
Kirche
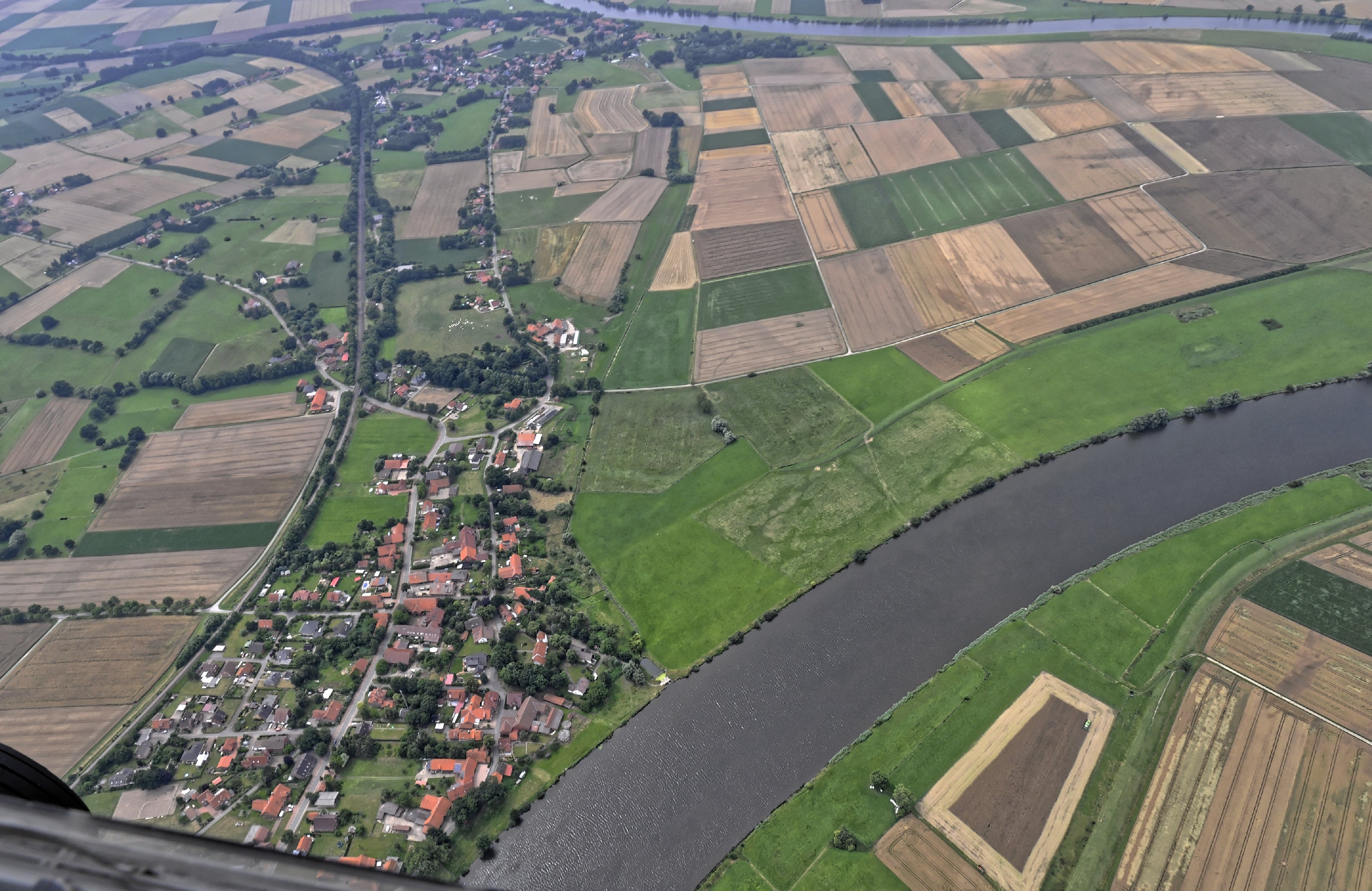
Heimsen von oben

## Wirtschaft und Infrastruktur
Heimsen liegt an der Bahnstrecke Nienburg–Minden und ist Betriebsbahnhof. Planmäßige Züge passieren Heimsen ohne Halt.